# Busaiteen Club
Maillots
Le Busaiteen Club (en arabe : نادي البُسيتين البحريني) est un club bahreïni de football fondé en 1945 et basé dans la ville de Busaiteen, sur l'île de Muharraq. 

## Histoire
L'équipe a un palmarès vierge mais a obtenu à plusieurs reprises des places d'honneur. Elle a terminé à la deuxième place du championnat national en 2008 (se qualifiant du même coup pour la Coupe de l'AFC pour la première fois de son histoire) et a atteint à deux reprises la finale de la Coupe de Bahreïn. 

## Palmarès
| \| - Championnat de Bahreïn (1) : - Champion : 2013. - Vice-champion : 2008. - Coupe de Bahreïn : - Finaliste : 2004 et 2010. \| \| - Supercoupe de Bahreïn : - Finaliste : 2008 et 2013. \| |  |                                                       |
| - Championnat de Bahreïn (1) : - Champion : 2013. - Vice-champion : 2008. - Coupe de Bahreïn : - Finaliste : 2004 et 2010.                                                                   |  | - Supercoupe de Bahreïn : - Finaliste : 2008 et 2013. |